# 吳光
吳光（？—？），字迪前，號長庚，浙江湖州府歸安縣人，清朝政治人物、詩人。吳景旭之子。

## 生平
順治十八年（1661年）辛丑科一甲第三名進士（探花）。授翰林院編修，康熙元年（1662年）任會試同考官，康熙四年（1665年）十二月出使安南諭祭黎神宗。

## 著作
著有《南山草堂集》、《使交集》。